# الدوري السويدي الدرجة الثالثة 2008
الدوري السويدي الدرجة الثالثة 2008 هو موسم من الدوري السويدي الدرجة الثالثة ‏، وأشرف عليه الاتحاد السويدي لكرة القدم، فاز فيه Alviks IK ‏.